# Uljana Ratschynska
Uljana Ratschynska (ukrainisch Уляна Рачинська, englisch Ulyana Rachynska; * 8. Juli 2003) ist eine ukrainische Mittelstreckenläuferin, die sich auf die 1500-Meter-Distanz spezialisiert hat.

## Sportliche Laufbahn
Erste internationale Erfahrungen sammelte Uljana Ratschynska bei den Crosslauf-Europameisterschaften 2021 in Dublin, bei denen sie nach 14:49 min auf den 73. Platz im U20-Rennen gelangte. Im Jahr darauf gewann sie bei den U20-Balkan-Hallenmeisterschaften in Belgrad in 4:27,13 min die Silbermedaille im 1500-Meter-Lauf und im August schied sie bei den U20-Weltmeisterschaften in Cali mit 4:26,67 min in der Vorrunde aus. Im Dezember wurde sie bei den Crosslauf-Europameisterschaften in Turin nach 13:51 min 21. im U20-Rennen. 2023 kam sie bei den U23-Europameisterschaften in Espoo mit 4:20,70 min nicht über den Vorlauf über 1500 Meter hinaus und im Dezember lief sie bei den Crosslauf-Europameisterschaften in Brüssel nach 28:42 min auf dem 27. Platz im U23-Rennen ein. Im Jahr darauf belegte sie bei den Balkan-Hallenmeisterschaften in Istanbul in 4:22,31 min den fünften Platz über 1500 Meter und im Dezember wurde sie bei den Crosslauf-EM in Antalya nach 22:27 min 28. im U23-Rennen. 2025 erreichte sie bei den U23-Europameisterschaften in Bergen mit 35:03,85 min Rang 18 im 10.000-Meter-Lauf. 
2023 wurde Ratschynska ukrainische Meisterin im 1500-Meter-Lauf im Freien sowie 2024 und 2025 in der Halle. Zudem wurde sie 2021 Landesmeisterin in der 4-mal-400-Meter-Staffel.

## Persönliche Bestzeiten
- 1500 Meter: 4:20,70 min, 15. Juli 2023 in Espoo
  - 1500 Meter (Halle): 4:22,31 min, 10. Februar 2024 in Istanbul
- 10.000 Meter: 33:56,99 min, 26. April 2025 in Schytomyr